# Scapulaire de Notre-Dame des sept Douleurs

Scapulaire des sept Douleurs

Le scapulaire de Notre-Dame des sept Douleurs est un scapulaire catholique associé aux servites de Marie parfois nommé scapulaire noir, il ne doit cependant pas être confondu avec le scapulaire noir de la Passion.

## Description
Le scapulaire doit être fait de deux morceaux de laine noire avec un cordon qui peut être d’une étoffe et d’une couleur quelconque ; bien que les images pieuses ne soient pas nécessaires, on en ajoute souvent en lien avec la vierge des douleurs, comme une piéta ou un cœur percé de sept  glaives. Le but est de promouvoir la dévotion à la Passion du Christ et des Douleurs de Marie et d’avoir part aux mérites, bonnes œuvres, et prières des servites.

## Origine
En 1233, sept marchands florentins décident de se réunir pour prier dans la solitude d’abord près de Florence où se trouve aujourd’hui la basilique de la Santissima Annunziata puis au Mont Senario,  où le 25 mars 1239, selon l’hagiographie,  la Vierge leur apparaît entourée d’anges dont un qui tient dans ses mains un vêtement noir. La Vierge leur demande de porter cet habit noir avec un grand scapulaire en souvenir de la passion du Christ et des douleurs de Marie. Les servites  distribuent ensuite des scapulaires pour ceux qui désirent honorer plus particulièrement les sept douleurs de la Vierge et des confréries sont créées dans ce but.

## Approbation
Le  14 février 1607, le pape Paul V donne au général des servites le pouvoir d’ériger ces confréries dans les églises de leurs ordres avec permission de l’évêque du diocèse. Urbain VIII, par un bref du 18 septembre 1628, élargit cette permission en permettant au père général d'en créer dans toutes églises avec l’accord du curé et de l’évêque où une chapelle est désignée comme celle de l'association avec image de Notre Dame des Douleurs.
Plusieurs papes accordent des indulgences à ce scapulaire ou à la confrérie qui lui est lié, Innocent XI en 1645, Benoit XII le 23 septembre 1724, Clément XII le 12 décembre 1734, enfin la congrégation des indulgences édite un sommaire de toutes les indulgences le 7 mars 1888 qui est approuvé par Léon XIII.
Autrefois, les servites étaient seuls habilités à donner le scapulaire et ériger la confrérie. Actuellement le droit canonique autorise tout prêtre à administrer les sacramentaux donc le scapulaire.